# Misityevó
Misityevó  (szerbül Мишићево / Mišićevo, horvátul, bunyevácul Mišićevo) falu Szerbiában, Vajdaságban, az Észak-bácskai körzetben, Szabadka községben. A települést 1925-ben hozták létre, szerb nevét Zsivojin Misicsről, az első világháborúban a szaloniki fronton a szerb egységeket vezető parancsnokról kapta.

## Népesség
Az 1991-es népszámlálás szerint 509, a 2002-es szerint pedig 446 lakosa volt. Ebből 208 (46,63%) szerb, 150 (33,63%) bunyevác, 35 (7,84%) horvát, 18 (4,03%) magyar, 15 (3,36%) jugoszláv, 1 (0,22%) montenegrói, 1 (0,22%) muzulmán, 1 (0,22%) ismeretlen.
A falunak 359 nagykorú polgára van, a lakosság átlagéletkora 42 év (a férfiaké 39,8, a nőké 44,1). A településen 161 háztartás van, háztartásonként átlagosan 2,77 taggal.
Legnépesebb az 1948-as népszámlálás idején volt, 601 lakossal.